# Косатка (рід)
Косатка (Orcinus) — рід хижих морських ссавців з родини дельфінових. Він включає найбільший вид сучасних дельфінових, Orcinus orca. Визнано два вимерлих види, Orcinus paleorca та O. citoniensis, що описують скам'янілі залишки роду. Інший вимерлий вид O. meyeri є спірним.

## Опис
Рід із зубами на верхній і нижній щелепах. Вони мають великий мозок, який отримує інформацію за допомогою складних слухових та ехолокаційних методів. Сучасна Orcinus orca є добре відомим верхівковим хижаком, який легко відрізнити своїм великим розміром, довжиною від 7 до 10 метрів і переважно чорно-білим забарвленням. Це дуже розумні стадні тварини, здатні спілкуватися, навчатися та співпрацювати під час полювання на найбільших морських тварин. Відмінності всередині живої популяції орцинусів часто спостерігаються в унікальній соціальній поведінці.
Викопні рештки видів Orcinus часто є зубами, відкладеними в пліоцені, особливо в Італії. Orcinus citoniensis відомий за добре збереженим черепом і щелепою. Цей екземпляр був твариною, меншою за сучасну косатку, довжиною близько 4 метрів і мав більшу кількість пропорційно менших зубів.
Викопні рештки видів Orcinus зустрічаються в часовому діапазоні від 3,6 мільйона років тому до наших днів. Найдавніший вид Orcinus meyeri належить до скам'янілостей часткової щелепи та зубів, розташованих на горизонті раннього міоцену на місці поблизу Штокаха в Німеччині.